# Бернард Конфалоньєрі
Бернард Конфалоньєрі (італ. Bernardino Confalonieri; 1552 — 11 вересня 1618) — італійський єзуїт, родом із Мілана. Навчався в новіціяті Сант-Андреа. 29 листопада 1568 року вступив до рядів Товариства Ісуса. Після здобуття філософської й теологічної освіти займався проповідуванням і наставництвом в багатьох італійських домах. 
15 серпня 1589 у Венеції склав четвертий обіт професса. Роком пізніше став ректором Падуанського університету, а 5 липня 1594 Конфалоньєрі був назначений провінціалом Польської провінції, замінивши Людовіко Мазеллі (італ. Ludovico Maselli). Дослідник церкви Ян Крайцар (чеськ. Jan Krajcar) зазначає, що 4 липня 1595 руські владики Іпатій Потій й Кирило Терлецький, перед поїздкою до папи римського, навідали Бернарда в Любліні, аби обговорити «певні умови» готованої церковної унії. Втім, провінціал зацікавився лише тим, чи зостанеться в такому разі під контролем єзуїтів Полоцька колегія, забезпечувана з володінь, відібраних у православної церкви.  
Після повернення з Польщі Конфалоньєрі послідовно займав пости провінціалів римської (1600–03), венеційської (1604–08), сицилійської (1609–11) й міланської (1614–15) провінцій, а зрештою — асистента Італії (1615–18). Ректор новіціяту Сант-Андреа (1603). 